# Adolf von Glümer

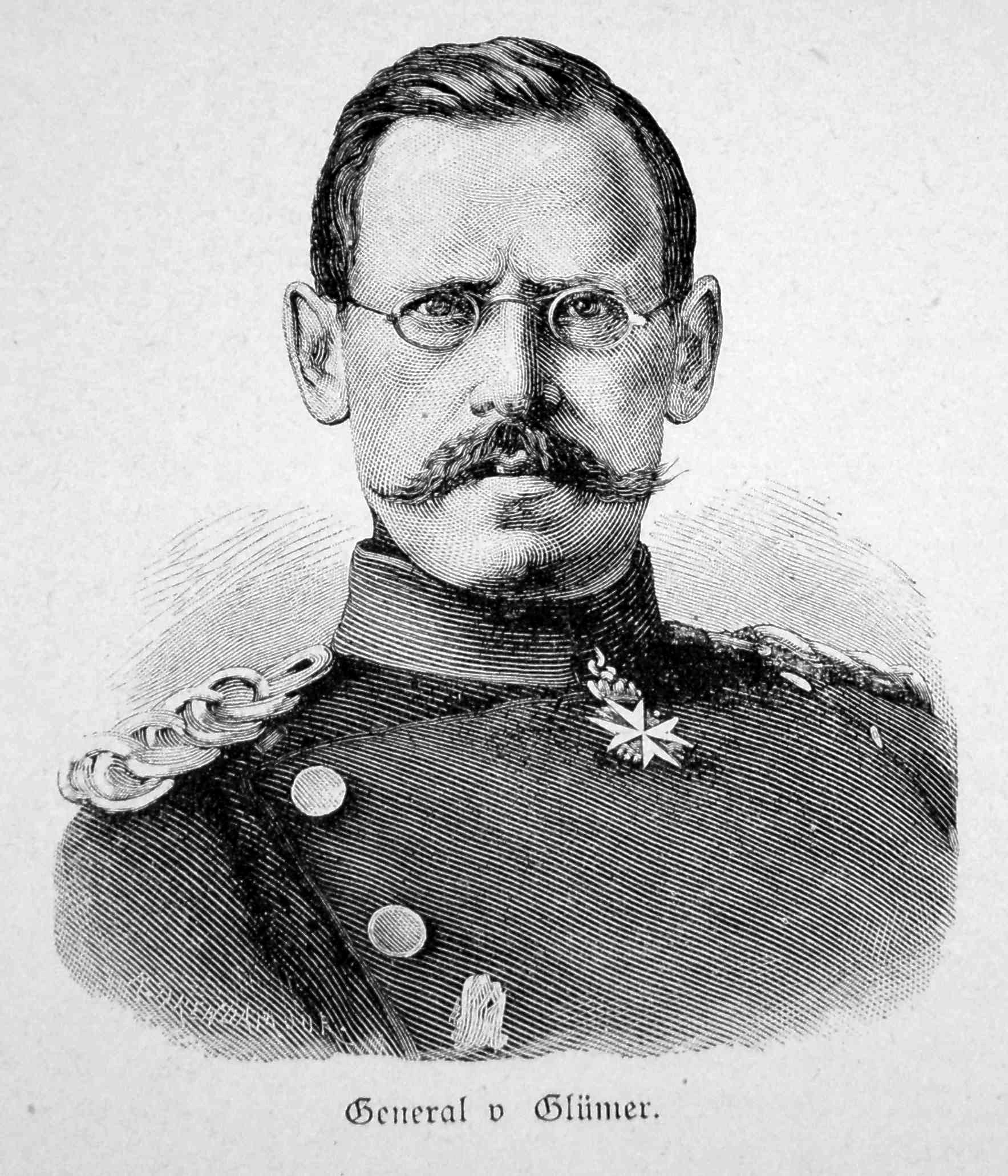
Adolf von Glümer

Heinrich Karl Ludwig Adolf von Glümer (* 5. Juni 1814 in Lengefeld; † 3. Januar 1896 in Freiburg im Breisgau) war ein preußischer General der Infanterie.

## Leben

### Herkunft
Er war der Sohn des preußischen Kapitäns a. D. Christian Ludwig von Glümer (* 1772) und dessen Ehefrau Wilhelmine, geborene Spohr.

### Militärkarriere
Glümer trat am 1. März 1831 in das 26. Infanterie-Regiment der Preußischen Armee ein, wurde dort am 14. Juni 1832 zum Sekondeleutnant befördert und besuchte 1835/38 die Allgemeine Kriegsschule. Er wurde 1842 bis 1843 zur Gardeartilleriebrigade und anschließend zur topographischen Abteilung des Großen Generalstabs kommandiert. Zwischen 1847 und 1851 war er Adjutant der 7. Landwehrbrigade, nahm dazwischen 1849 am Feldzug gegen die Aufständischen in Baden teil und wurde 1856 als Major in den Generalstab der 11. Division, 1858 in den des VI. Armee-Korps versetzt.
1859 wurde Glümer Kommandeur des Füsilier-Bataillons im 23. Infanterie-Regiment in Neisse, dann auch Direktor der dortigen Divisionsschule und bald danach Oberstleutnant. Im Oktober 1861 wurde er als Oberst Kommandeur des 1. Westpreußischen Grenadier-Regiments Nr. 6.
Während des Deutschen Krieges 1866 wurde Glümer zum Generalmajor ernannt und führte eine Brigade der Division des Generals von Beyer im Verband der Mainarmee, die an den Gefechten von Hammelburg, Helmstadt, Roßbrunn und Würzburg teilnahm. Nach dem Feldzug wurde Glümer Kommandeur der 32. Infanterie-Brigade in Trier und übernahm am 18. Juli 1870 das Kommando der 13. Division.
Während des Deutsch-Französischen Krieges 1870/71 nahm er an der Schlacht bei Spichern teil, besetzte am 7. August Forbach und kämpfte hierauf in den Schlachten von Colombey-Nouilly und Gravelotte sowie in vielen kleinen Ausfallschlachten vor Metz, bis er am 3. Oktober an die Spitze der großherzoglich-badischen Division berufen wurde. Glümer, der erkrankt war, konnte erst am 9. Dezember in Dijon das Kommando übernehmen und lieferte bereits am 18. Dezember das siegreiche Gefecht bei Nuits-Saint-Georges. In der Schlacht an der Lisaine kommandierte Glümer bei Montbéliard und hielt diese ungünstige Stellung gegen alle feindlichen Angriffe. Für seine Leistungen wurde Glümer mit beiden Klassen des Eisernen Kreuzes ausgezeichnet. Außerdem erhielt er am 28. Januar 1871 das Komturkreuz I. Klasse des Militär-Karl-Friedrich-Verdienstordens sowie am 5. Februar 1871 den Orden Pour le Mérite. 
Nach dem Frieden zum Kommandeur der 29. Division in Freiburg im Breisgau ernannt, wurde Glümer am 8. März 1873 Gouverneur der Festung Metz. Er wurde kurz darauf am 11. Oktober 1873 unter Verleihung des Charakters als General der Infanterie mit Pension zur Disposition gestellt.

### Familie
Glümer hatte sich am 29. Juni 1847 in Halberstadt mit Karoline Herzog verheiratet. Aus der Ehe ging der spätere preußische Generalmajor Weddo von Glümer (1848–1918) hervor.

## Ehrungen
Glümer war seit 1892 Ehrenbürger von Freiburg im Breisgau. In Karlsruhe, Pforzheim und Freiburg wurden Straßen nach ihm benannt.